# 7414-es mellékút (Magyarország)
A 7414-ös számú mellékút egy szűk hét kilométer hosszú, négy számjegyű országos közút Zala vármegyében. Két fontos, nagyjából észak-déli irányú mellékút, a 7401-es és a 7405-ös utak térségének keresztirányú összeköttetését biztosítja. A kezdő- és végpontját összekötő képzeletbeli egyenes gyakorlatilag pontosan kelet-nyugati irányba húzódik, de az út vonalvezetéséről ezt a legkevésbé sem lehet elmondani: temérdek irányváltása, ezen belül a teljes hosszát tekintve legalább nyolc nagy kanyarja van.

## Nyomvonala
A 7401-es útból ágazik ki, annak 17+950 kilométerszelvényénél, Gombosszeg közigazgatási területének északkeleti csücskében. Kiindulási pontjától nagyjából 700 méteren át délnyugati irányt követ, ott éles kanyarral északnyugatnak fordul. Az 1+150 kilométerszelvényénél keresztezi a Cserta folyását, majd további kanyarvételek után, nagyjából 1,7 kilométer megtétele után beér Gombosszeg házai közé.
Áthalad a falun, amelynek főutcája észak-déli irányban keresztezi, majd 1,9 kilométer után ki is lép a község belterületéről. 2,2 kilométer megtételét követően már Becsvölgye területén halad: a határpont után dél-délnyugati irányba kanyarodik. A Vörösszeg községrészbe vezető bekötőút kiágazását követően, 3,4 kilométer után nem sokkal újból északnyugatnak fordul, ott nemsokára újból keresztez egy patakot, 4,5 kilométer után pedig beér Becsvölgye központjának házai közé.
Ott ismét délnyugatnak fordul, és Fő út néven halad Barabásszeg településrész déli széléig; ezután a Kopácsai út nevet veszi fel és majdhogynem északi irányt vesz. 6,4 kilométer megtételét követően, Pajzsszeg településrész temploma előtt újra nyugatnak fordul, és így halad addig, amíg a 7405-ös útba beletorkollva véget nem ér, annak 16+900 kilométerszelvényénél.
Teljes hossza, az országos közutak térképes nyilvántartását szolgáló kira.gov.hu adatbázisa szerint 6,857 kilométer.